# Kostel svaté Anny (Jablonec nad Nisou)
Kostel svaté Anny v Jablonci nad Nisou je původně barokní sakrální stavbou tvořící komplet se sochou Panny Marie Karlovské a smírčím křížem. Stojí na Anenském náměstí na průsečíků ulic Kostelní, Soukenná a Anenská. Původně býval farním kostelem a proti kostelu v Kostelní ulici se nachází bývalá stará fara, která byla postavena na počátku 18. století. K bývalé farní budově bylo přeneseno z obce Rádlo sousoší s biblickým výjevem z Getsemanské zahrady, které pochází z roku 1829. Kostel svaté Anny je chráněn jako kulturní památka České republiky.

## Historie

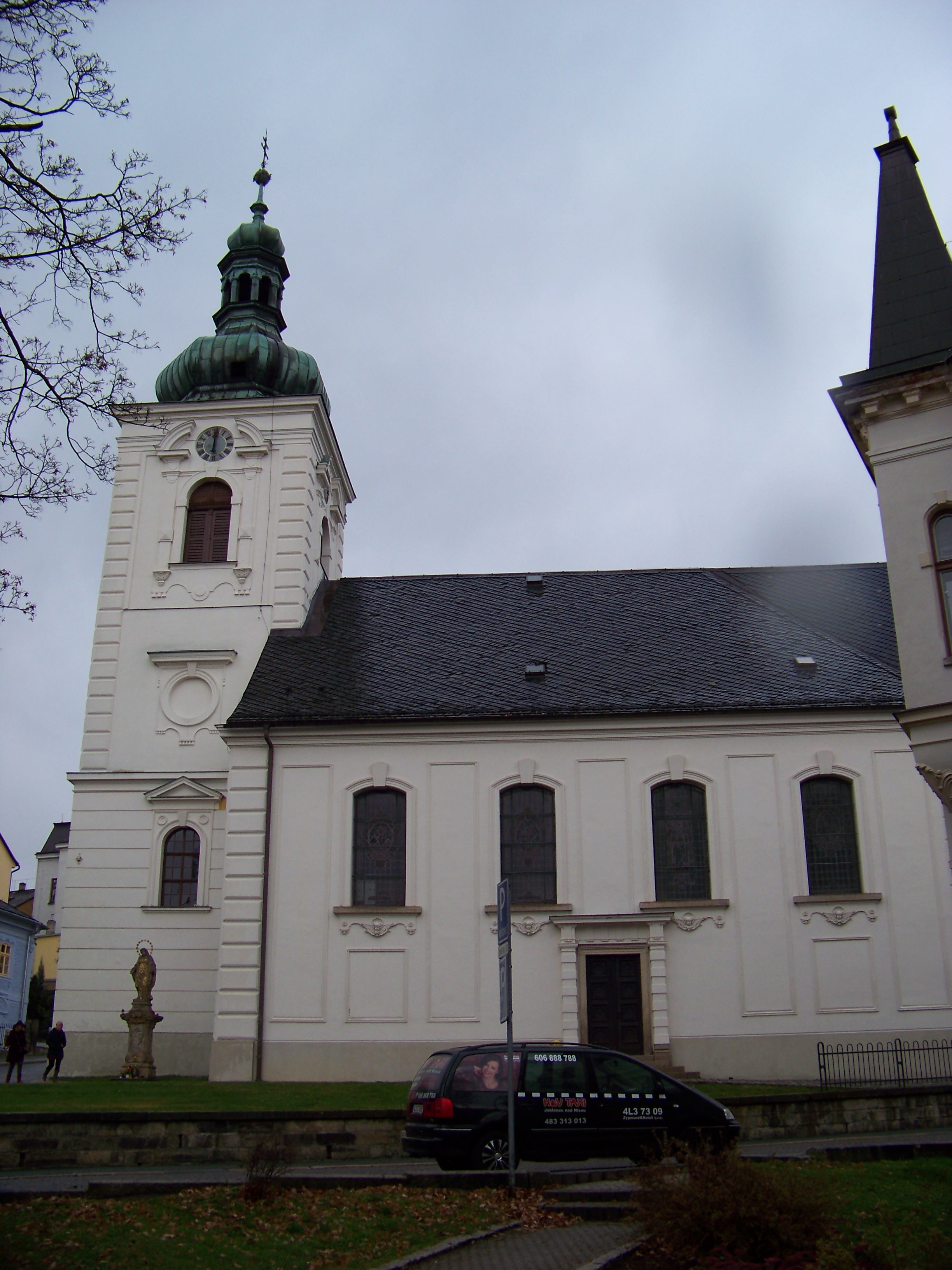
Boční pohled na kostel sv. Anny přes Soukenickou ulici

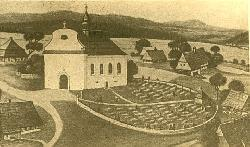
Původní vzhled kostela a přilehlý hřbitov na starším vyobrazení

Kostel by vystavěn v letech 1685–1687. Jeho věž byla přistavěna v roce 1706 a sakristie pochází z roku 1842. V 19. století byl častěji opravován a upraven byl historizujícím způsobem v novorenesančním stylu. Od roku 2004 je kostel v majetku města, které jej zrekonstruovalo a od roku 2006, po instalaci třímanuálových varhan, se v něm konají koncerty, výstavy a další kulturní akce, které mají respektovat pokračující liturgické zasvěcení budovy.
Duchovní správci kostela sv. Anny jsou uvedeni na stránce: Římskokatolická farnost – děkanství Jablonec nad Nisou.

## Architektura
Jedná se o obdélnou, jednolodní stavbu s obdélným polygonálně ukončeným presbytářem a věží v západním průčelí. Presbytář má valenou klenbu s lunetami s hřebínky. Loď má plochý strop a podvěží má také valenou klenbu. Kruchta trojboce předstupuje. Vnitřní zařízení kostela pochází z 19. století.